# 森安三郎
森 安三郎（もり やすさぶろう、1880年 - 1952年9月25日）は、日本の外交官。

## 経歴
福岡県に生まれる。1899年、福岡県立尋常中学修猷館、1902年、第一高等学校仏法科を経て、1906年、東京帝国大学法科大学法律学科（仏法）を卒業。1907年、高等文官試験外交科に合格し外務省に入省する。
廈門領事館、ホノルル総領事館、安東領事館に在勤後、1919年7月、済南総領事、1923年、イタリア大使館参事官（1926年4月には落合謙太郎大使の帰朝のため臨時代理大使を務めている）を歴任した後、1928年、チリ特命全権公使に就任し1933年5月まで務めている。

## 家族
- 父・森久 ‐ 福岡藩士[4]。
- 母・ヒデ ‐ 福岡藩士・中上次平の長女[4]
- 前妻は天文学者・寺尾寿の長女・敦子[5]。1926年にイタリアにて38歳で死去[6]。2男4女をもうけ[5]、敦子の死後安三郎は後妻と再婚している[5]。
- 長女・綾子は義父・寺尾の姉・萩尾ちかとその夫・四郎の孫にあたる平尾玄雄と結婚しているため平尾夫妻は又従兄妹同士で結婚したことになる[5]。
- 長男・森久弥 ‐ 横浜正金銀行員。東京大学経済科卒。岳父に田中完三。[7]
- 二男・森龍馬 ‐ 陸軍中尉、硫黄島で戦死。早稲田大学卒。[6][7]
- 次女・露 - 柳井深造と結婚[8]。
- 後妻・ちえ ‐ 鈴木松治郎長女、津田英学塾卒。[7]

## 栄典
- 1933年（昭和8年）2月6日 - 勲二等瑞宝章[9]
- 1935年（昭和10年）11月28日 - 従三位[10]